# Tasmanian International 1994
Tasmanian International 1994 — тенісний турнір, що проходив на відкритих кортах з твердим покриттям Domain Tennis Centre в Гобарті (Австралія). Належав до турнірів 4-ї категорії в рамках Туру WTA 1994. Турнір відбувся вперше і тривав з 10 до 15 січня 1994 року. Шоста сіяна Ендо Мана здобула титул в одиночному розряді й отримала 18 тис. доларів США.

## Фінальна частина

### Одиночний розряд
Ендо Мана —  Рейчел Макквіллан 6–1, 6–7, 6–4
- Для Ендо це був єдиний титул WTA за кар'єру.

### Парний розряд
Лінда Гарві-Вілд /  Чанда Рубін —  Дженні Бірн /  Рейчел Макквіллан 7–5, 4–6, 7–6
- Для Гарві-Вілд це був 1-й титул за рік і 3-й — за кар'єру. Для Рубін це був єдиний титул за сезон і 2-й - за кар'єру.